# Rio Frumuşiţa (Băiaşu)
O Rio Frumuşiţa é um rio da Romênia, afluente do Băiaşu, localizado no distrito de Vâlcea.